# トラス内閣
トラス内閣（トラスないかく、英語: Truss ministry）は、2022年9月6日から10月25日まで、リズ・トラスがエリザベス2世にボリス・ジョンソンの後任として首相に任命されて発足したイギリスの内閣である。ジョンソンは7月7日に保守党党首を辞任し、9月5日の党首選挙でトラスが党首に選出されたのを受けて、9月6日に首相を辞任した。トラス内閣は2019年総選挙で選出された第58議会期で保守党の多数派政権を構成していた。
組閣2日後の9月8日にエリザベス2世が崩御したため、トラス内閣がエリザベス女王治世下最後の内閣ならびにチャールズ3世治世下初の内閣となった。
経済政策に対する混乱から保守党内部からも「トラス降ろし」を求める声が強まり、内閣発足からわずか44日後の10月20日に辞任を表明し、同月25日に辞任。

## 主な政策
短命政権のため多くの計画は実質的な実行はされてはいない。首相は、外務大臣経験者であり、外交に関しての手腕が期待された。一方、経済政策を目玉政策としているものの、スナク元財務大臣などから批判もあり、不安視されていた。また、首相は辞任ドミノで危機にたたされたジョンソン前内閣を評価し、内閣に留任した立場で保守党員から支持されており、大部分の政策はジョンソン政権政策を継承している。

### 外交
- 【ロシア・ウクライナ戦争】前政権から引き続きウクライナへの全面的支援。ロシアへの制裁を維持する[5]。
- 【中東】政策の転換。イスラエルとの関係強化、ならびに中東和平のため積極的な関心を示すものとみられる[6]。
- 【中国】新疆ウイグル自治区問題への非難など、ジョンソン前政権の路線を引き継ぎ、対中強硬姿勢。脱中国を目指す[7]。
- 【日本】首相は、ジョンソン前内閣の外務大臣として日本との間で日英包括的経済連携協定（EPA）を締結した実績があり、TPP加入を目指し、かつて安倍晋三首相が主導したような、TPP交渉の取りまとめを日本に期待し関係強化を狙う[8]。

### 経済
- 1970年代以来となる大規模な減税措置を打ち出した。→大部分撤回。
- エネルギー価格高騰に伴う一般家庭への支援を表明。→2年間の予定を半年に短縮。

## 内閣の流れ

### 9月6日
- トラス内閣発足[9]。

### 7日
- ポンドが1.1407ドルまで下げ、対ユーロでも約1％下落[10]。

### 8日
- 政府は国債を用いて10月から半年間で600億ポンド(約9.2兆円)のエネルギー価格高騰対策を実行することを打ち出す。平均的な家計のエネルギー料金に上限を設け、2年間、年2,500ポンド（＝約414,000円）程度に抑える計画で、10月に予定されている80%の値上がりを回避することとなる。また、通常の予算発表の際には必ず行われる予算責任局（OBR）の事前評価を経ないまま、今回の減税策を発表している[11]。
- エリザベス2世崩御

### 19日
- エリザベス2世の国葬が執り行われ、首相は聖書の一部を読む。

### 21日
- 長らく政府が不介入を示してきた中東問題について、イスラエルのラピド首相に英国大使館をエルサレムに移転することを検討すると伝えた。これはアメリカのトランプ前大統領の主導したイスラエルと、イランをはじめとした中東諸国との和平の動きに続くものとなり、中東におけるイスラエルの影響力拡大に伴い、英国とイスラエルとの関係強化に舵を切るものである[12]。
- ニューヨークでアメリカのバイデン大統領と会談[13]。

### 23日

米ドル-英ポンドレート

- 政権の目玉政策である大型減税策「ミニ・バジェット」がクワジ・クワーテング財務相により発表される。

首相が保守党党首選で掲げた公約の1.5倍規模の総額450億ポンド(約6.9兆円)の減税を発表した。主な内容は所得税を1パーセントポイント下げて19％とする計画を1年前倒しし、来年4月に施行。また、住宅購入の際に支払う印紙税の対象額を引き上げたほか、初めて住宅を購入する人々への優遇措置も加えられた。さらに、ジョンソン前政権で決定された2023年4月に実施予定の法人税率引き上げ(19％から25％)の凍結である。
- 外国為替市場で、ポンドが対ドルで37年ぶりの安値を付けた。ポンドは対ドルで一時3％以上下落し、1.09ドルとなった。対ユーロでも1％以上下げて1.12ユーロだった。株式市場でもイギリスの株がおおむね下げており、ロンドン証券取引所（LSE）ではこの日、FTSE100指数が2％下落。英国債の利回りも急騰し、価格が下落している[15]。

### 26日
- ポンドの対ドル為替レートは最安値を更新

アジア時間には一時、1ポンド=1.04ドル台を下回った。ポンド下落で、英国の輸入物価にはより強い上昇圧力がかかると見込まれる。

### 27日
- 23日から27日までの3営業日の間に英国の10年国債の流通利回り(長期金利)は3.45％程度から4.50％に急騰した[16]。
- 国際通貨基金（IMF）がイギリス政府の減税政策について、生活費危機を加速させる可能性があると異例の警告を発した。[17]。

### 28日
- 英イングランド銀行（中央銀行）が、市場安定化のために国債を購入すると発表[18]。

### 10月2日
- 首相、BBC番組「サンデー・ウィズ・ローラ・クンスバーグ」に出演。先週発表した減税政策を含む「ミニ・バジェット（小さな予算）」を擁護した。首相は、「これはグローバルな問題だ。ウクライナでプーチンが戦争を行い、新型コロナウイルスの余波があり、世界中で金利が上がっている」と発言し、これに対しBBC側は翌日に、「金利上昇は、イギリス固有の理由(BBCは、トラス政権の政策及び混乱と指摘。)が含まれている。」と報道した。また、「ミニ・バジェット」を発表の際に、予算責任局（OBR）の経済見通しを同時に公表しなかったことについての、「予算責任局との問題は、見通しの作成に時間がかかることだ（中略）単にそのプロセスを行う時間がなかった」と首相の発言を取り上げ、OBR側の「見通しの発表を間に合わせることはできたはずだ」との主張を合わせて、OBRの見通し発表がなかったことが、その後、数日にわたる市場の混乱を招いたと報道している[19]。

### 3日
- クワーテング財務相が、「45％の所得税率の撤廃案」を撤回すると発表[20]。

### 14日
- 盟友のクワーテング財務相を在任わずか38日で首相が解任した。後任には、ジェレミー・ハント元外相を据えた。さらに首相は「法人税引き上げの中止」を撤回すると発表した[21]。
- チャールズ国王が、毎週定例の首相の国王謁見の際、首相に対し「また来たの、やれやれ」と発言。毎週恒例となっていることに嫌気が差したものとの見方もあり、国王の態度への批判も出る一方、現地の地方メディアは国王は首相を嫌悪しているのではないか、と指摘した[22]。

### 17日
- BBCのインタビューで、首相は政策を巡る混乱について、直接謝罪をした。「わたしは、これまでの過ちについて責任を認め、謝罪したい。光熱費の支払いや高い税金に直面している人々を助けるために行動したかったが、あまりに度が過ぎ、あまりに性急だった」と述べた。また、次期総選挙でも保守党を率いると主張した。この報道はCNNの「トラス英首相が謝罪、経済政策の失敗認める(翻訳)」はじめ、日本国内でも複数のメディアで取り上げられた[23]。
- ハント新財務相は、所得税の基本税率引き下げや酒税の税率凍結をやめ、外国からの訪問者が付加価値税（VAT）免税で買い物ができる免税制度の復活も中止するとした。これにより、トラス政権の要であった減税策はほぼ全てを撤回することが確定した。

このほか、エネルギー価格急騰への対策として、クワーテング前財務相が発表した「平均家庭の光熱費上限保証（年間2万5000ドル、約40万円）」についても、「むこう2年間は継続する(当初予定)」を変更し、来年4月までとした。
さらに、首相が「絶対にやらない」と明言していた公的支出の削減についても取り組む構えを示した。

### 18日
- 英調査会社ユーガブが実施した英政府への支持率調査によると、トラス政権への支持率は7％で、不支持は77％に達し、調査開始以降過去11年間で最悪の水準となった[25]。

### 19日
- 首相、定例質疑で辞任する考えはないと強調「私は戦う者、逃げない」とも発言[26]。
- スエラ・ブレイバーマン内相が辞任、政府のデータ保護ルールを破ったためとされる。辞表ではトラス首相が率いる政権を、「主要な公約」を破ったなどと強く批判。ブレイバーマンは、第2次世界大戦以降のイギリスで最も在任期間の短い内相となった[27]。
- 9月27日時点では首相を支持していた元ブレグジット（イギリスの欧州連合離脱）相のデイヴィッド・フロスト卿がデイリー・テレグラフ紙への寄稿で、首相に辞任を促す。「首相自身がそもそも提唱していたプログラムも、2019年（総選挙）でのマニフェストも実行していない」と指摘した[28]。

### 20日
- 首相が、保守党の党首選を采配する「1922年委員会」のグレアム・ブレイディー委員長と面会。両者は来週、党首選を開くことで合意した[29]。
- 午後1時半（日本時間同9時半）ごろ、首相、辞任の意思を表明。首相就任から45日であり、実質的な在任期間は史上最短[30]。

### 25日
- 後任の首相がリシ・スナクに決まり、首相が辞任、同時に内閣は総辞職した[31]。

## 閣僚
| 役職                                             | 写真 | 氏名                              | 任期                      |
| ------------------------------------------------ | ---- | --------------------------------- | ------------------------- |
| 内閣の閣僚                                       |      |                                   |                           |
| 首相 第一大蔵卿 国家公務員担当大臣 連合担当大臣  |      | リズ・トラス                      | 2022年9月6日 - 10月25日   |
| 副首相 保健・社会介護大臣                        |      | テレーズ・コフィー                | 2022年9月6日 - 10月25日   |
| 財務大臣 第二大蔵卿                              |      | クワシ・クワーテン                | 2022年9月6日 - 10月14日   |
| 財務大臣 第二大蔵卿                              |      | ジェレミー・ハント                | 2022年10月14日 - 10月25日 |
| 外務・英連邦・開発大臣                           |      | ジェームズ・クレバリー            | 2022年9月6日 - 10月25日   |
| 内務大臣                                         |      | スエラ・ブレイバーマン            | 2022年9月6日 - 10月19日   |
| 内務大臣                                         |      | グラント・シャップス              | 2022年10月19日 - 10月25日 |
| 大法官 司法大臣                                  |      | ブランドン・ルイス                | 2022年9月6日 - 10月25日   |
| ランカスター公領大臣 内閣府担当大臣 平等担当大臣 |      | ナディム・ザハウィ                | 2022年9月6日 - 10月25日   |
| 国防大臣                                         |      | ベン・ウォレス（留任）            | 2022年9月6日 - 10月25日   |
| レベリングアップ・住宅・コミュニティー大臣       |      | サイモン・クラーク                | 2022年9月6日 - 10月25日   |
| ビジネス・エネルギー・産業戦略大臣               |      | ジェイコブ・リース＝モグ          | 2022年9月6日 - 10月25日   |
| COP26議長                                        |      | アロック・シャルマ（留任）        | 2022年9月6日 - 10月25日   |
| 国際貿易大臣 商務庁長官                          |      | ケミ・ベーデノック                | 2022年9月6日 - 10月25日   |
| 労働年金大臣                                     |      | クロエ・スミス                    | 2022年9月6日 - 10月25日   |
| 教育大臣                                         |      | キット・モルトハウス              | 2022年9月6日 - 10月25日   |
| 環境・食糧・農村地域担当大臣                     |      | ラニル・ジャヤワルダナ            | 2022年9月6日 - 10月25日   |
| 運輸大臣                                         |      | アン＝マリー・トレベルヤン        | 2022年9月6日 - 10月25日   |
| 北アイルランド大臣                               |      | クリス・ヒートン＝ハリス          | 2022年9月6日 - 10月25日   |
| スコットランド大臣                               |      | アリスター・ジャック（留任）      | 2022年9月6日 - 10月25日   |
| ウェールズ大臣                                   |      | ロバート・バックランド            | 2022年9月6日 - 10月25日   |
| デジタル・文化・メディア・スポーツ大臣           |      | ミシェル・ドネラン                | 2022年9月6日 - 10月25日   |
| 貴族院院内総務 王璽尚書                          |      | ニコラス・トゥルー (トゥルー男爵) | 2022年9月6日 - 10月25日   |
| 庶民院院内総務 枢密院議長                        |      | ペニー・モーダント                | 2022年9月6日 - 10月25日   |
| 無任所大臣 （保守党幹事長）                      |      | ジェイク・ベリー                  | 2022年9月6日 - 10月25日   |
| 閣議に出席する閣外の役職                         |      |                                   |                           |
| 内閣府担当大臣 主計長官                          |      | エドワード・アルガー              | 2022年9月6日 - 10月25日   |
| 保守党院内幹事長 財務省政務担当官                |      | ウェンディ・モートン              | 2022年9月6日 - 10月25日   |
| 法務長官                                         |      | マイケル・エリス                  | 2022年9月6日 - 10月25日   |
| 財務省首席担当官                                 |      | クリス・フィリップ                | 2022年9月6日 - 10月25日   |
| 環境・国際開発大臣                               |      | ヴィッキー・フォード              | 2022年9月6日 - 10月25日   |
| 安全保障担当大臣                                 |      | トム・トゥーゲンドハット          | 2022年9月6日 - 10月25日   |
| 国防副大臣 （軍隊担当国務大臣）                  |      | ジェームズ・ヒーピー（留任）      | 2022年9月6日 - 10月25日   |
| ビジネス・エネルギー・クリーン成長副大臣         |      | グラハム・スチュアート            | 2022年9月6日 - 10月25日   |